# Cratere Galeria
Galeria è un cratere sulla superficie di 4 Vesta.